# Caladenia actensis
Caladenia actensis är en orkidéart som beskrevs av David Lloyd Jones och Mark Alwin Clements. Caladenia actensis ingår i släktet Caladenia och familjen orkidéer. Inga underarter finns listade i Catalogue of Life.